# Frenchman Bay
Die Frenchman Bay (deutsch: Bucht der Franzosen bzw. Franzosenbucht) ist eine Bucht in Western Australia, etwa 20 Kilometer südlich von Albany. Sie ist Teil des großen King George Sound am Nordufer der Torndirrup Peninsula, gebildet durch die nach Norden hinausragende Vancouver Peninsula. Bis ins Jahr 1875 wurde sie Quarantäne Bay genannt.

## Lage
An der Frenchman Bay liegen die Strände Whalers Beach und Goode Beach. Nördlich von Goode Beach liegt die gleichnamige Ortschaft und der Lake Vancouver. Im Südosten grenzt die Bucht an den Torndirrup-Nationalpark. Am östlichen Ende des Sandstrands der Whaler Beach befand sich die historische Walfangstation Norwegian Bay Whaling Station.

## Geschichte
Die Frenchman Bay war ein bedeutender Ort in der jüngeren Geschichte der ganzen Region. George Vancouver, der erste europäische Erforscher des King George Sounds, ging hier 1791 an Land. Eine Wasserquelle an der Whalers Beach wurde in der Folge immer wieder von Seefahrern aufgesucht.
Nachdem die Briten im Jahr 1826 Albany gegründet hatten, wurden alle Personen, die im Hafen von Albany ankamen, auf Pocken untersucht. Wurde ein Infekt oder Infektionsverdacht festgestellt, kamen diese Personen auf Mistaken Island in eine Quarantänestation, einer kleinen Insel vor dem nördlichen Ende des Goode Beach. Das gesamte Gebiet von Mistaken Island, einschließlich des Goode Beach und Whalers Beach, wurde ab 1836 zum Quartänegebiet erklärt und in frühem Kartenmaterial als Quartine Bay eingetragen. Diese Namensnennung wurde nach 1875 nicht mehr verwendet, als an der Westküste von Vancouver Island die neue Quarantänestation „Quaranup“ gebaut wurde und der Entdecker und Marinekommandant W. E. Archdeacon die Bucht in neuerem  Kartenmaterial Frenchman Bay nannte. Ihm war bekannt, dass die französischen Entdeckungsreisende Nicolas Baudin im Jahr 1803 und Jules Dumont d’Urville im Jahr 1826 vor der Whalers Bay geankert hatten, um die dortige Frischwasserquelle zum Auffüllen ihrer Wasservorräte auf ihren Schiffen zu nutzen.
Die Quelle wurde um 1900 genutzt, um Dampfschiffe mit Wasser zu versorgen, wofür ein Anlegesteg (jetty) mit Leitung errichtet wurde. Die Wasserversorgung ermöglichte später die Errichtung von Walfangstationen und war ein Ziel von Ausflüglern und Touristen. Etwas nördlich beim heutigen Goode Beach ließ sich erstmals auf der Halbinsel ein Siedler nieder. Später wurden an der Frenchman Bay beim Whalers Beach eine Herberge und ein Campingplatz gebaut, da die Bucht bei Ausflüglern aus Albany und Touristen beliebt war.
Heute (2019) ist die Frenchman Bay ein beliebtes touristisches Ziel. Die Bucht eignet sich zum Angeln, zudem können Wale beobachtet und viele Arten des Wassersports betrieben werden.

## Klima

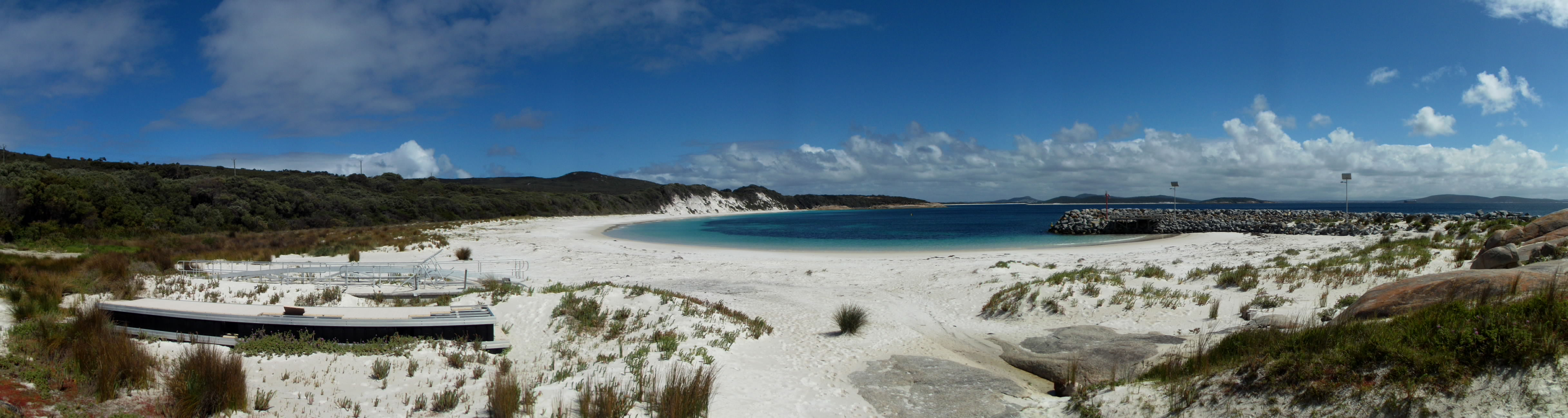
Strand an der Frenchman Bay

An der Frenchman Bay herrscht ein Mittelmeerklima. Die Temperaturen erreichten im Jahr 1991 im Sommer selten + 35 °C und im Winter fallen sie ebenso selten bis auf + 5 °C. Der durchschnittliche Regenfall beträgt je Jahr 900–1000 mm.